# Direkte Demokratie in Schleswig-Holstein
Die Direkte Demokratie in Schleswig-Holstein umfasst eine Reihe von politischen Instrumenten mit deren Hilfe die wahlberechtigte Bevölkerung unmittelbar an der Gesetzgebung des Landes mitwirken können. Sie ergänzen die bestehenden Instrumente der repräsentativen Demokratie, also die Wahl von Volksvertretern in das Parlament Schleswig-Holsteins.

## Gesetzliche Bedingungen
Die rechtlichen Grundlagen der direkten Demokratie auf Landesebene finden sich in den Artikeln 48 und 49 der Verfassung sowie im Volksabstimmungsgesetz (VAbstG) und der Landesverordnung zur Durchführung des Volksabstimmungsgesetzes (VAbstGDVO). Im Beteiligungsrecht § 1 VAbstG steht:

„Das Recht, sich an Volksinitiativen, Volksbegehren und Volksentscheiden nach den Artikeln 48 und 49 der Verfassung des Landes Schleswig-Holstein zu beteiligen, steht allen Deutschen im Sinne des Artikels 116 Absatz 1 des Grundgesetzes zu, die am Tage der Unterzeichnung, der Eintragung oder am Abstimmungstag zur Landtagswahl wahlberechtigt sind. § 5 des Landeswahlgesetzes gilt entsprechend.“

### Gesetze
- Gesetz über Initiativen aus dem Volk, Volksbegehren und Volksentscheid (Volksabstimmungsgesetz – VAbstG) in der Fassung vom 5. April 2004
- Landesverordnung zur Durchführung des Volksabstimmungsgesetzes (VAbstGDVO) Vom 6. Februar 2017
- Artikel 48 und 49 der Verfassung des Landes Schleswig-Holstein
- Artikel 116 Absatz 1 des Grundgesetzes
- § 5 des Landeswahlgesetzes; Wahlgesetz für den Landtag von Schleswig-Holstein (Landeswahlgesetz – LWahlG) in der Fassung vom 7. Oktober 1991

### Instrumente der direkten Demokratie auf Landesebene
Auf Landesebene kennt Schleswig-Holstein drei Instrumente mit denen die wahlberechtigte Bevölkerung unmittelbar auf den Gesetzgebungsprozess einwirken kann:
- Volksinitiative
- Volksbegehren
- Volksentscheid

Volksinitiative, Volksbegehren und Volksentscheid sind ein dreistufiges Verfahren. Als erstes kommt die Volksinitiative, §§ 5 bis 10 VAbstG und §§ 2 und 3 VAbstGDVO. Dort gilt, dass mindestens 20.000 Unterschriften von wahlberechtigten Bürgern eingesammelt werden. Außerdem soll die Volksinitiative den Anforderungen des Artikel 48 Abs. 1 und 2 der Verfassung des Landes Schleswig-Holstein entsprechen. Daraufhin kann der Landtag entscheiden, ob sie der Volksinitiative folgen oder sie ablehnen will. Volksbegehren, §§ 11 bis 19 VAbstG und §§ 4 bis 9 VAbstGDVO, können innerhalb von vier Monaten beim Landtagspräsidenten beantragt werden, sollte der Landtag die Volksinitiative ablehnen. Der Landtag bekommt wieder Zeit zu entscheiden. Danach können Wahlberechtigte bis zu sechs Monate danach das Volksbegehren unterschreiben. Es müssen mindestens 80.000 Stimmen gesammelt werden. Der Landtag muss dann feststellen, ob nach Artikel 49 Abs. 1 Satz 3 der Landesverfassung genügend Stimmberechtigte das Begehren unterstützen. Ist das Volksbegehren erfolgreich, kommt innerhalb von neun Monaten ein Volksentscheid, §§ 20 bis 27 VAbstG und §§ 10 bis 24 VAbstGDVO. Damit dieser erfolgreich ist, müssen mindestens 15 % der Stimmberechtigten zugestimmt haben und die Mehrheit muss für den Entscheid gestimmt haben.

## Historie
In Schleswig-Holstein gab es, Stand 2019, nur vier erfolgreiche Volksbegehren:
- Wiedereinführung des Buß- und Bettags, 1996
- Rettet die Polizei-Reiterstaffel Schleswig-Holstein, 1996/7
- WIR gegen die Rechtschreibreform, 1997/8
- Erhaltung der Realschule, 2009

Nur zwei sammelten genug Stimmen für einen Volksentscheid: nämlich die Wiedereinführung des Buß- und Bettages und WIR gegen die Rechtschreibreform. Nur der letztere Volksentscheid bekam genügend Ja-Stimmen. Die Rechtschreibreform wurde somit aufgehoben. Allerdings nur ein Jahr, danach führte der Landtag die Rechtschreibreform wieder ein.